# 南光寺 (足立区)
南光寺（なんこうじ）は、東京都足立区にある真言宗豊山派の寺院。

## 概要
創建年代は不明である。1856年（安政3年）の大風で寺が崩落し、記録を失ってしまったためである。当寺では約800年前の開山ではないかとしている。
現在は薬師堂があり、薬師如来が安置されているが、薬師堂が置かれなかった時期が長期間あり、江戸幕府昌平坂学問所が編纂した『新編武蔵風土記稿』でも、未だに再建されていない旨が記述されていた。

## 御砂ぶみ場
境内には、「御砂ぶみ場」がある。これは「弘法大師千百五十年御遠忌」を記念して四国八十八箇所の砂を集めたもので、その上に乗れば四国遍路と同様のご利益があるという。諸般の事情で四国遍路ができない人に喜ばれている。

## 交通アクセス
- 舎人駅より徒歩10分。